# دوقية بوليون
دوقية بوليون (بالفرنسية: Duché de Bouillon)‏ كانت دوقية comprising Bouillon فيما هو اليوم بلجيكا التي كانت موجودة من القرن 10 حتى عام 1795، عندما تم ضمتها فرنسا. وتمت السيطرة عليها من قبل  'دوقات بوليون' .